# 2014-es szlovákiai elnökválasztás
2014. március 15-én és 29-én került sor a 2014-es szlovákiai elnökválasztásra. Az első fordulóból Robert Fico hivatalban lévő miniszterelnök és Andrej Kiska független jelölt jutott tovább. Noha az első fordulóban Fico kapta a legtöbb szavazatot, és az elemzők szoros eredményt vártak, a választást fölényesen, a szavazatok 59,38%-át megszerezve Kiska nyerte. Ez volt a 4. közvetlen elnökválasztás az ország történelmében. Az új elnök Ivan Gašparovič addigi államfőt váltja hivatalában 2014. június 15-én.

## Választási rendszer
A választás közvetlen, az egész ország egy körzetnek számít. Ha a választás első fordulójában valaki megszerzi a szavazatok több mint 50%-át, akkor ő lesz az elnök, különben a két legtöbb szavazatot kapott jelölt jut a második fordulóba, és a második forduló győztese lesz Szlovákia új államfője.
Az indulás feltétele 15 parlamenti képviselő vagy 15.000 választó támogatói aláírásának összegyűjtése. Az aláírások leadásának a választás időpontjának kihirdetésétől (itt 2013. december 19-től) számítva 21 napon belül meg kell történnie. A megválasztott elnök mandátuma 5 évre szól, egy személy legfeljebb két terminust tölthet be.
Az új elnök 2014. június 15-én lép hivatalba.
A választásokat a Szlovákia Statisztikai Hivatala bonyolítja le.

## Jelöltek
A választáson 14 jelölt indul:
|  | Kép                | Név                 | Életkor | Támogató párt(ok) | Egyéb                                                                             |
|  | ------------------ | ------------------- | ------- | --- | --------------------------------------------------------------------------------- |
|  | Bárdos Gyula       | Bárdos Gyula        | 55      | Magyar Közösség Pártja (MKP) | a Csemadok elnöke                                                                 |
|  |                    | Jozef Behýl         | 57      | független | üzletember, politikai aktivista                                                   |
|  | Ján Čarnogurský    | Ján Čarnogurský     | 70      | független | volt miniszterelnök, a Kereszténydemokrata Mozgalom (KDH) alapítója               |
|  | Robert Fico        | Robert Fico         | 49      | Irány – Szociáldemokrácia (Smer-SD) | miniszterelnök, a Smer-SD elnöke                                                  |
|  |                    | Viliam Fischer      | 75      | független | kardiológus                                                                       |
|  | Pavol Hrušovský    | Pavol Hrušovský     | 61      | Népi Platform (a Kereszténydemokrata Mozgalom (KDH), a Most–Híd és a Szlovák Demokratikus és Keresztény Unió – Demokrata Párt (SDKÚ-DS) szövetsége) | parlamenti képviselő, a KDH parlamenti frakcióvezetője                            |
|  |                    | Ján Jurišta         | 69      | Szlovákia Kommunista Pártja (KSS) | volt argentínai nagykövet                                                         |
|  | Andrej Kiska       | Andrej Kiska        | 51      | független | vállalkozó és filantróp                                                           |
|  |                    | Milan Kňažko        | 68      | független | színművész, a „bársonyos forradalom” egyik vezetője, korábbi kulturális miniszter |
|  |                    | Stanislav Martinčko | 61      | Szlovákia Polgárainak Koalíciója (KoS) | üzletember, a KoS elnöke                                                          |
|  |                    | Milan Melník        | 75      | független |                                                                                   |
|  |                    | Helena Mezenská     | 40      | független | az Egyszerű Emberek és Független Személyiségek (OĽaNO) parlamenti képviselője     |
|  | Radoslav Procházka | Radoslav Procházka  | 41      | független; a SaS is őt támogatta Peter Osuský visszalépése után                                                                                     | alkotmányjogász, független parlamenti képviselő, 2013 februárjáig a KDH tagja     |
|  |                    | Jozef Šimko         | 63      | Modern Szlovákia Pártja (SMS) | Rimaszombat polgármestere                                                         |

### Visszalépett a jelöltségtől
|  | Kép          | Név          | Támogató párt(ok)               | Egyéb                | Visszalépés                                                |
|  | ------------ | ------------ | ------------------------------- | -------------------- | ---------------------------------------------------------- |
|  | Peter Osuský | Peter Osuský | Szabadság és Szolidaritás (SaS) | parlamenti képviselő | 2014. január 29-én visszalépett Radoslav Procházka javára. |

### Bejelentette indulási szándékát, de végül nem indult el
- Ľubica Blašková (független)
- Bósza János (független)
- Leonid Chovanec (független)

## Közvélemény-kutatások
Az egyes jelöltek támogatottsága százalékban:
| A felmérés időpontja             | Cég    | Jelöltek | Jelöltek | Jelöltek | Jelöltek  | Jelöltek  | Jelöltek    | Jelöltek | Jelöltek | Jelöltek | Jelöltek | Jelöltek |
| -------------------------------- | ------ | -------- | -------- | -------- | --------- | --------- | ----------- | -------- | -------- | -------- | -------- | -------- |
| A felmérés időpontja             | Cég    | Fico     | Kiska    | Kňažko   | Hrušovský | Procházka | Čarnogurský | Osuský   | Bárdos   | Mezenská | Fischer  | Šimko    |
| 2013. augusztus 27–szeptember 2. | Focus  | 38,4     | 20       | N/A      | 17,3      | 11,7      | 8           | 3,8      | N/A      | N/A      | N/A      | N/A      |
| 2014. január 10–15.              | Focus  | 40       | 13       | 11,8     | 8,2       | 7,7       | 4,3         | 1,1      | 5,3      | 5,5      | 1,8      | 0,7      |
| 2014. január                     | Median | 38,8     | 18,6     | 12,9     | 5,7       | 9,9       | 1,9         | 0,6      | 2,6      | 5,6      | 2,1      | 0,6      |
| 2014. január 24.–február 2.      | Polis  | 40,5     | 15,3     | 10,1     | 9,1       | 9,2       | 3           | N/A      | 4,3      | 3,7      | 1,3      | N/A      |
| 2014. február 17–21.             | Median | 35,8     | 32,6     | 7,5      | 3,4       | 9,2       | 2           | –        | 3,3      | 3,3      | N/A      | N/A      |
| 2014. február 16–22.             | Polis  | 38,8     | 23       | 9,5      | 6,8       | 9,5       | 2,2         | –        | 4,3      | 2,1      | N/A      | N/A      |
| 2014. február vége–március eleje | MVK    | 38       | 23       | 8        | 9         | 11,5      | 1,5         | –        | 4,5      | 2        | N/A      | N/A      |
| 2014. február 25. – március 3.   | Focus  | 35       | 23,8     | 9,7      | 7,9       | 9,9       | N/A         | –        | 5,3      | N/A      | N/A      | N/A      |
| 2014. március 2–7.               | Polis  | 37,8     | 26,4     | 11,2     | 5,2       | 8,1       | 2,5         | –        | 4,5      | N/A      | N/A      | N/A      |
| 2014. március 5–9.               | Focus  | 36,1     | 27,1     | 11,1     | 5         | 10        | 1,3         | –        | 4,3      | 2,6      | 0,7      | 0,5      |

## Eredmények
|                                                     | 1. forduló                 | 1. forduló                 | 2. forduló                 | 2. forduló                 |
| --------------------------------------------------- | -------------------------- | -------------------------- | -------------------------- | -------------------------- |
| Részvételre jogosultak száma                        | 4 409 793                  | 100%                       | 4 406 261                  | 100%                       |
| Szavazók száma - ebből érvénytelen - ebből érvényes | 1 913 369 14 037 1 899 332 | 43,39% (100%) 0,73% 99,27% | 2 223 812 22 906 2 200 906 | 50,47% (100%) 1,03% 98,97% |
| Jelöltek (támogatók)                                | Szavazatok                 | Százalék                   | Szavazatok                 | Százalék                   |
| Robert Fico (Smer-SD)                               | 531 919                    | 28,01                      | 893 841                    | 40,61                      |
| Andrej Kiska (független)                            | 455 996                    | 24,01                      | 1 307 065                  | 59,38                      |
| Radoslav Procházka (független)                      | 403 548                    | 21,25                      |                            |                            |
| Milan Kňažko (független)                            | 244 401                    | 12,87                      |                            |                            |
| Bárdos Gyula (MKP)                                  | 97 035                     | 5,11                       |                            |                            |
| Pavol Hrušovský (SDKÚ–DS, KDH, Most–Híd)            | 63 298                     | 3,33                       |                            |                            |
| Helena Mezenská (OĽaNO)                             | 45 180                     | 2,38                       |                            |                            |
| Ján Jurišta (KSS)                                   | 12 209                     | 0,64                       |                            |                            |
| Ján Čarnogurský (független)                         | 12 207                     | 0,64                       |                            |                            |
| Viliam Fischer (független)                          | 9 514                      | 0,50                       |                            |                            |
| Jozef Behýl (független)                             | 9 126                      | 0,48                       |                            |                            |
| Milan Melník (független)                            | 7 678                      | 0,40                       |                            |                            |
| Jozef Šimko (SMS)                                   | 4 674                      | 0,25                       |                            |                            |
| Stanislav Martinčko (KoS)                           | 2 547                      | 0,13                       |                            |                            |
| Összesen                                            | 1 899 332                  | 100,00                     | 2 200 906                  | 100,00                     |

Az első forduló győztesei járások szerint

A második fordulóba Robert Fico baloldali miniszterelnök és Andrej Kiska független jelölt jutott, ahol végül Andrej Kiskát választották államfővé.

## Politikai következmények
Fico az első fordulóban a választókörzetek közel kétharmadában győzött, eredménye azonban jelentősen elmaradt a várakozásoktól. Eredménye kevesebb mint a fele lett annak, amit pártja, a Smer a 2012-es parlamenti választás során kapott. A jobboldali ellenzéki „Népi Platform” pártszövetség jelöltje, Pavol Hrušovský is sokkal kevesebb szavazatot kapott a vártnál. A Most-Híd szavazóinak több mint a fele Bárdost támogatta. Pár nappal később a Most-Híd kilépett a pártszövetségből. A független képviselő Radoslav Procházka viszont kétszer annyi szavazatot kapott, mint amennyit a felmérések jósoltak neki. A politikai elemzők szerint kérdés, hogy népszerűségét mire használja. A független jelöltek összesen a szavazatok több mint felét kapták, ami a politikai elitből való kiábrándultságot mutatta.
A kiesett Viliam Fischer Ficót támogatta a második fordulóban. Fico mellett állt ki Miloš Zeman cseh államfő, és közvetve két korábbi szlovák államfő is. Kiskát támogatta a harmadik helyezett Proháczka, és a negyedik Milan Kňažko, valamint bejelentette támogatását a KDH, a Most–Híd, SaS és a Magyar Kereszténydemokrata Szövetség (MKDSZ). Az MKP a választókra bízta a döntést, az alacsony számban megjelent szlovákiai magyar választók jelentős többsége Kiskára szavazott.
A második fordulóban 50,47%-os részvétel mellett Andrej Kiska győzött a szavazatok 59,38%-ával. Fico miniszterelnök veresége kihathat a 2014-es választásokra is.

## Érdekességek
- A választás megrendezése 11 millió euróba került.[27]
- Az első fordulóban Kakaslomnicon a nagy szélvihar okozta áramszünet miatt egy órával meghosszabbították a szavazást.[28]
- Martin Daňo politikai aktivista három érvényes szavazatot adott le az első fordulóban, hogy bebizonyítsa, a választási szabályok lehetőséget adnak a csalásra.[29]